# Куза-Воде (Ботошань)
Куза-Воде (рум. Cuza Vodă) — село у повіті Ботошані в Румунії. Входить до складу комуни Віїшоара.
Село розташоване на відстані 419 км на північ від Бухареста, 49 км на північ від Ботошань, 132 км на північний захід від Ясс.

## Населення
За даними перепису населення 2002 року у селі проживали 640 осіб, з них 639 осіб (99,8%) румунів. Усі жителі села рідною мовою назвали румунську.